# Protògens
En la mitologia grega, el nom Protogenoi (en grec. Πρωτογενοι) significa 'nascuts en primer lloc' o 'primitius'. Són un grup de deïtats que van néixer a l'inici de l'univers. Els protogenoi són les primeres entitats o éssers que van existir. Es van formar de la mateixa matèria que l'univers i són per tant immortals. A partir d'aquests déus primordials van néixer la resta de divinitats de la mitologia grega.
El seu origen és controvertit, Hesíode a la Teogonia els fa descendents del Caos, mentre que altres fonts esmenten a un parell de deïtats que van ser pares d'aquests protogenoi. Aquestes deïtats representen a diversos elements de la natura, com Homer, que els fa néixer de Tetis i Oceà, o els poetes que parlen de Nix com la primera deessa-mare (seguint la teoria de l'ou còsmic present a diverses cultures).